# See you...
「see you... 」（シー・ユー）は、2006年2月15日発売に発売されたmelody.の7thシングルである。

## 概要
- 前作から半年ぶりのシングル。
- m-floの☆Taku Takahashiがプロデュースを手掛けた作品である[1]。
- 卒業して離れてしまう大切な友達との別れを歌った曲である。プロデューサーである☆Taku Takahashiとリリース時期を2月にしようと考えた際、2月は卒業を控える月というのが思い浮かび、卒業ソングを手掛けることとなった。
- カップリングの「Close Your Eyes」は、自身の妹のことを考えながら書いた曲である。

## 収録曲
1. see you...（4:26）
  - 作詞：melody.、H.U.B.／作曲：melody.、☆Taku Takahashi／編曲：二杉昌夫
2. Close Your Eyes（5:08）
  - 作詞：melody.、MIZUE／作曲：原田卓也／編曲：河野圭
3. see you...（mel funk remix）（4:12）
  - リミキサー：HALFBY
4. realize（Sugiurumn house mission mix）（6:34）
  - リミキサー：SUGIURUMN

## 参考資料
- ORICON STYLEによるインタビュー[リンク切れ]